# Chandolin

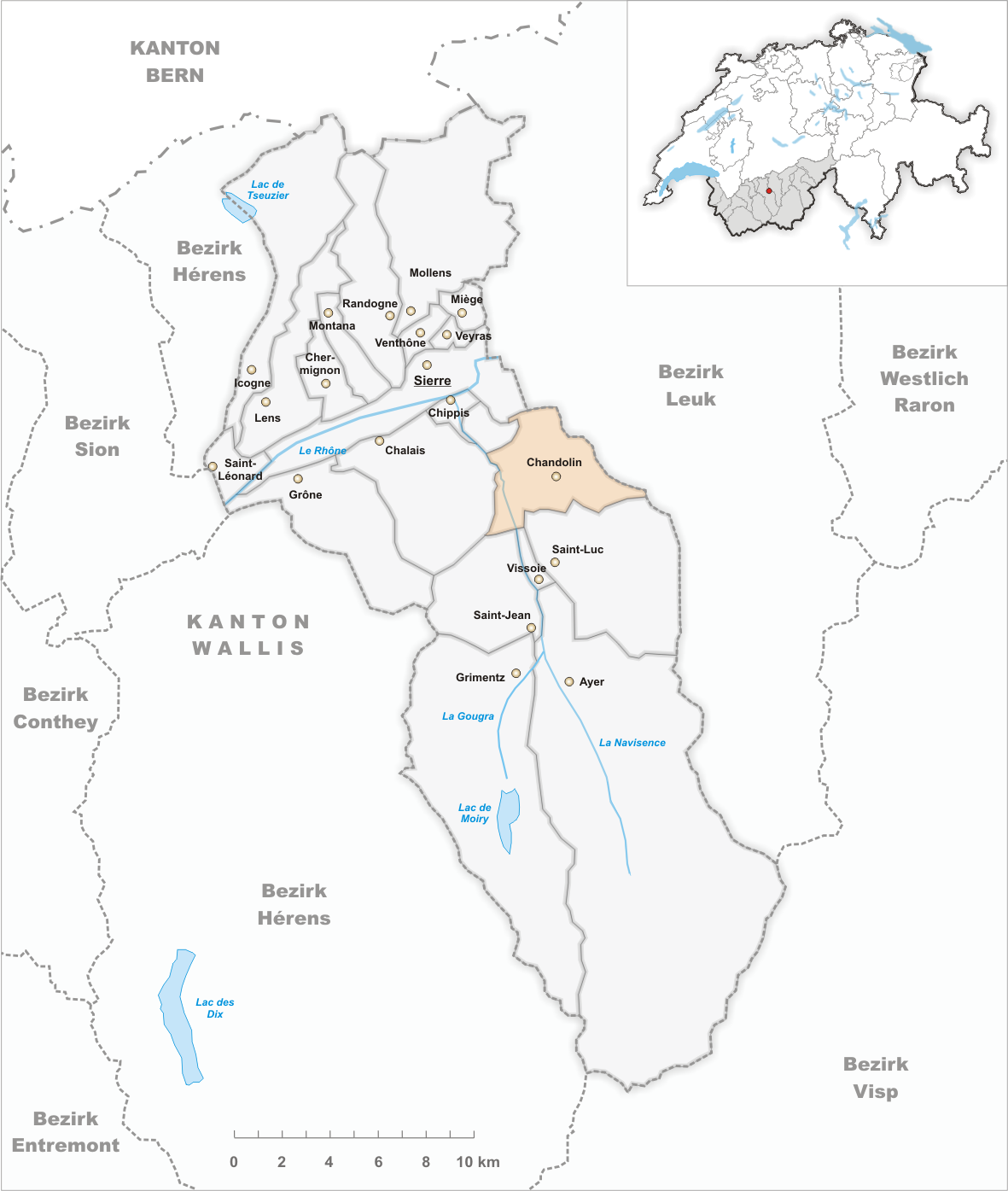
Gemeindestand vor der Fusion am 1. Januar 2009

Chandolin ist eine Pfarrgemeinde des Dekanats Siders sowie eine Burgergemeinde mit einem Burgerrat im Bezirk Siders und war bis zum 31. Dezember 2008 eine politische Gemeinde im Val d’Anniviers des Kantons Wallis in der Schweiz.
Auf den 1. Januar 2009 hat Chandolin mit den übrigen fünf Gemeinden des Tals (Ayer, Grimentz, Saint-Jean, Saint-Luc und Vissoie) zur Gemeinde Anniviers fusioniert.
Neben dem alten Haufendorf Chandolin wächst seit 1950 eine touristische Streusiedlung.

## Geographie
Die ehemalige Gemeinde liegt zwischen 755 m bis 2700 m ü. M. unterhalb des Illhorns am steilen Westhang des Val d’Anniviers im französischsprachigen Teil der Schweiz. Vom Dorf hat man Sicht auf die Walliser Alpen vom Zinalrothorn, Besso, Ober Gabelhorn, Zinalspitze bis zum Dent Blanche. Die Gemeinde umfasste die Ortschaften Chandolin, Soussillon und Fang. Der Ort Chandolin liegt auf 1936 m ü. M. und ist damit eine der höchstgelegenen Kirchgemeinden Europas und war vor der Fusion die am zweithöchsten gelegene Gemeinde der Schweiz (vgl. Avers und Lü). Eine Besonderheit ist, dass die Maiensässe unterhalb des Dorfes liegen.

## Geschichte
Auf dem ehemaligen Gemeindegebiet wurden prähistorische Schalensteine gefunden. Um 1250 wird Chandolin als Eschandulyns erstmals erwähnt. Eine Dorfgemeinschaft ist für Chandolin schon im 16. Jahrhundert nachgewiesen. Um 1600 bildete die Dorfgemeinschaft einen Teil der Gegend von Saint-Luc. Bis zum Ende der Alten Eidgenossenschaft 1798 gehörte Chandolin zur Kastlanei Anniviers im Zenden Siders. Während der Helvetik wurde die Gemeinde der Gemeinde Luc (heute Saint-Luc) zugeteilt, erlangt aber bereits 1821 den Status einer selbstständigen Gemeinde.
Kirchlich gehörte Chandolin bis 1804 zur grossen Pfarrei Anniviers, die ihre Hauptkirche in Vissoie hatte und bildete danach (ohne Fang, das bei Vissoie blieb) eine Kirchgemeinde mit Saint-Luc. Diese Verbindung wurde erst 1884 getrennt. 1848 war Chandolin die einzige Gemeinschaft im Tal, die den Übergang der Güter des Bischofs von Sitten an den Staat Wallis befürwortete. Der Dorfkern von Chandolin war das bauliche Vorbild für den Schweizer Themenbereich im Europapark; zum Dank ernannte die Gemeinde dessen Geschäftsführer Roland Mack zum Ehrenbürger.
Per 1. Januar 2009 wurden sämtliche Gemeinden im Val d’Anniviers zur neuen Gemeinde Anniviers fusioniert.

## Wirtschaft
Bergbau in bescheidenem Rahmen ist nachgewiesen. 1836 begann man mit dem Abbau von Kupfer.
Die eigentliche Einnahmequelle von Chandolin wurde Ende des 19. Jahrhunderts entdeckt: Das erste Hotel, das Grand Hotel Chandolin, öffnete 1897 seine Tore und beherbergte in der Folge eine Vielzahl prominenter Gäste wie Paul Hindemith oder Konrad Adenauer, der über 20 Jahre immer wieder kam. Seit dem Jahre 1916 sorgte ein kleines Elektrizitätswerk für Strom. 1971 kam der Bau eines Sessellifts hinzu.
Erst seit 1960 erschliesst eine Fahrstrasse von Vissoie über St. Luc das Dorf Chandolin. Daher kam die früher übliche saisonale Auswanderung zum Erliegen. Anfang des 21. Jahrhunderts ist Chandolin zu einem Winter- und Sommerkurort geworden. Trotz des Tourismus ist die Abwanderung aus dem Ort stetig. Im Jahre 2000 (Volkszählung) arbeiteten zudem rund 28 % aller Erwerbstätigen als Wegpendler.

## Bevölkerungsentwicklung
| Bevölkerungsentwicklung | Bevölkerungsentwicklung | Bevölkerungsentwicklung | Bevölkerungsentwicklung | Bevölkerungsentwicklung | Bevölkerungsentwicklung | Bevölkerungsentwicklung | Bevölkerungsentwicklung |
| ----------------------- | ----------------------- | ----------------------- | ----------------------- | ----------------------- | ----------------------- | ----------------------- | ----------------------- |
| Jahr                    | 1821                    | 1850                    | 1900                    | 1950                    | 1990                    | 2000                    | 2007                    |
| Einwohner               | 136                     | 139                     | 200                     | 138                     | 74                      | 95                      | 134                     |

## Persönlichkeiten
Chandolin war der letzte Wohnort der Schweizer Reiseschriftstellerin und Sportlerin Ella Maillart.

## Sehenswürdigkeiten

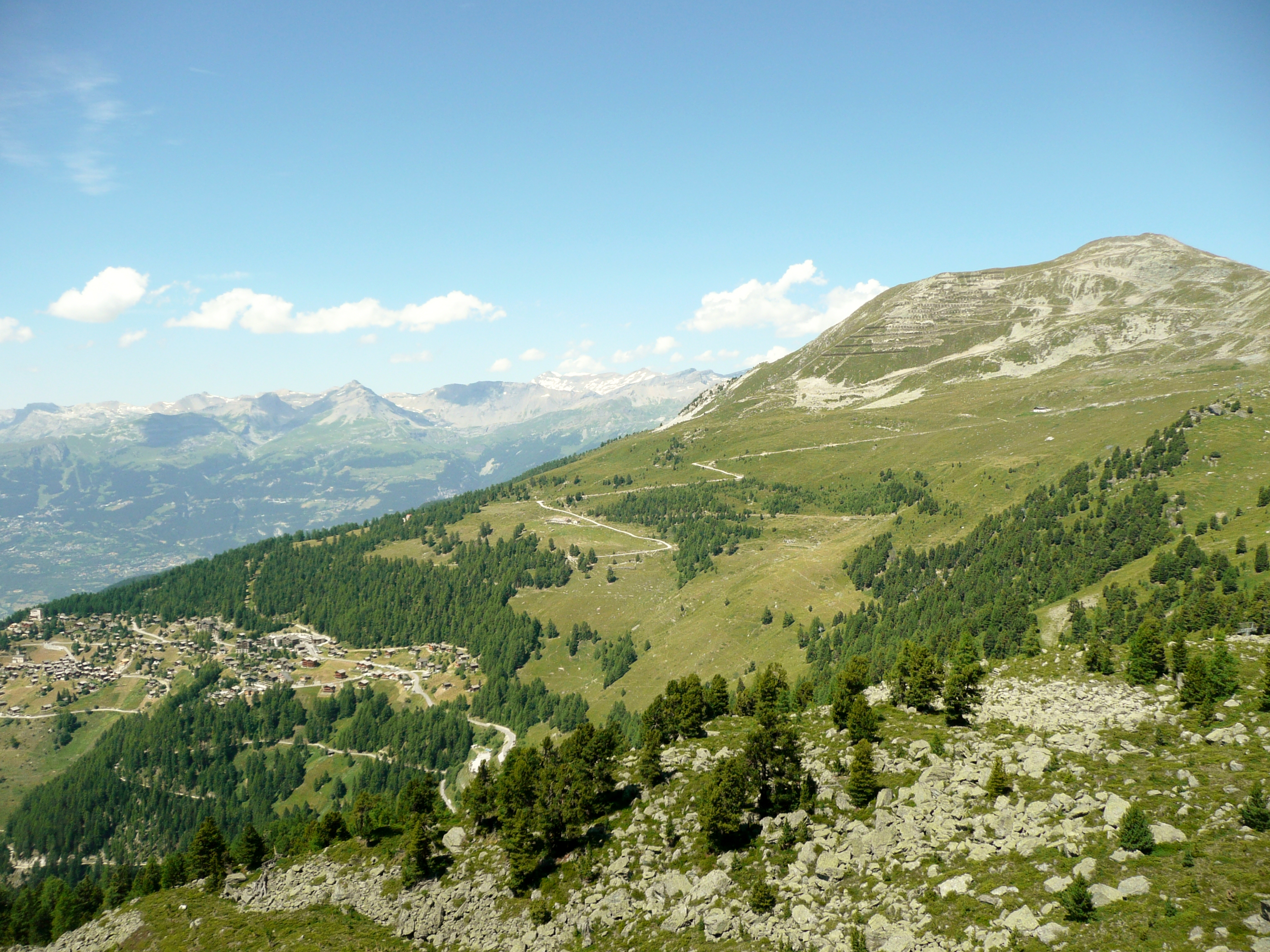
Illhorn oberhalb von Chandolin.
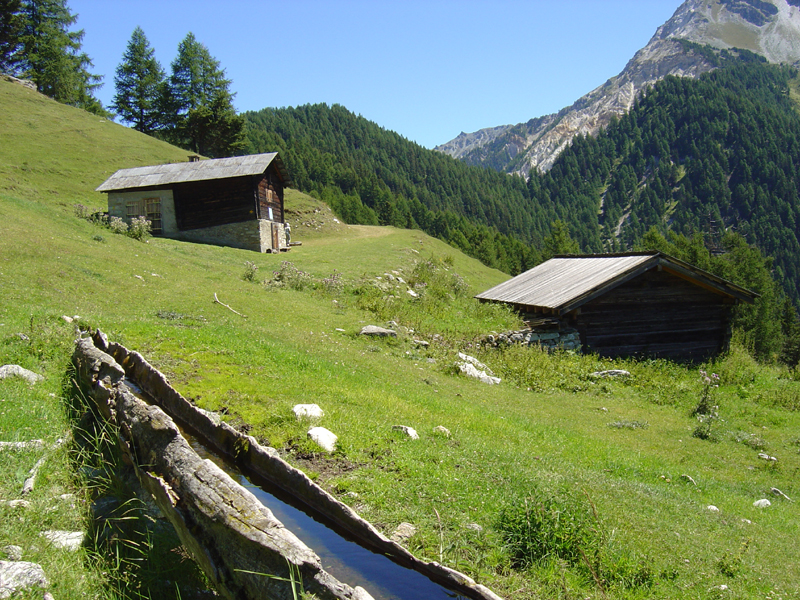
Walliser Alpen bei Chandolin
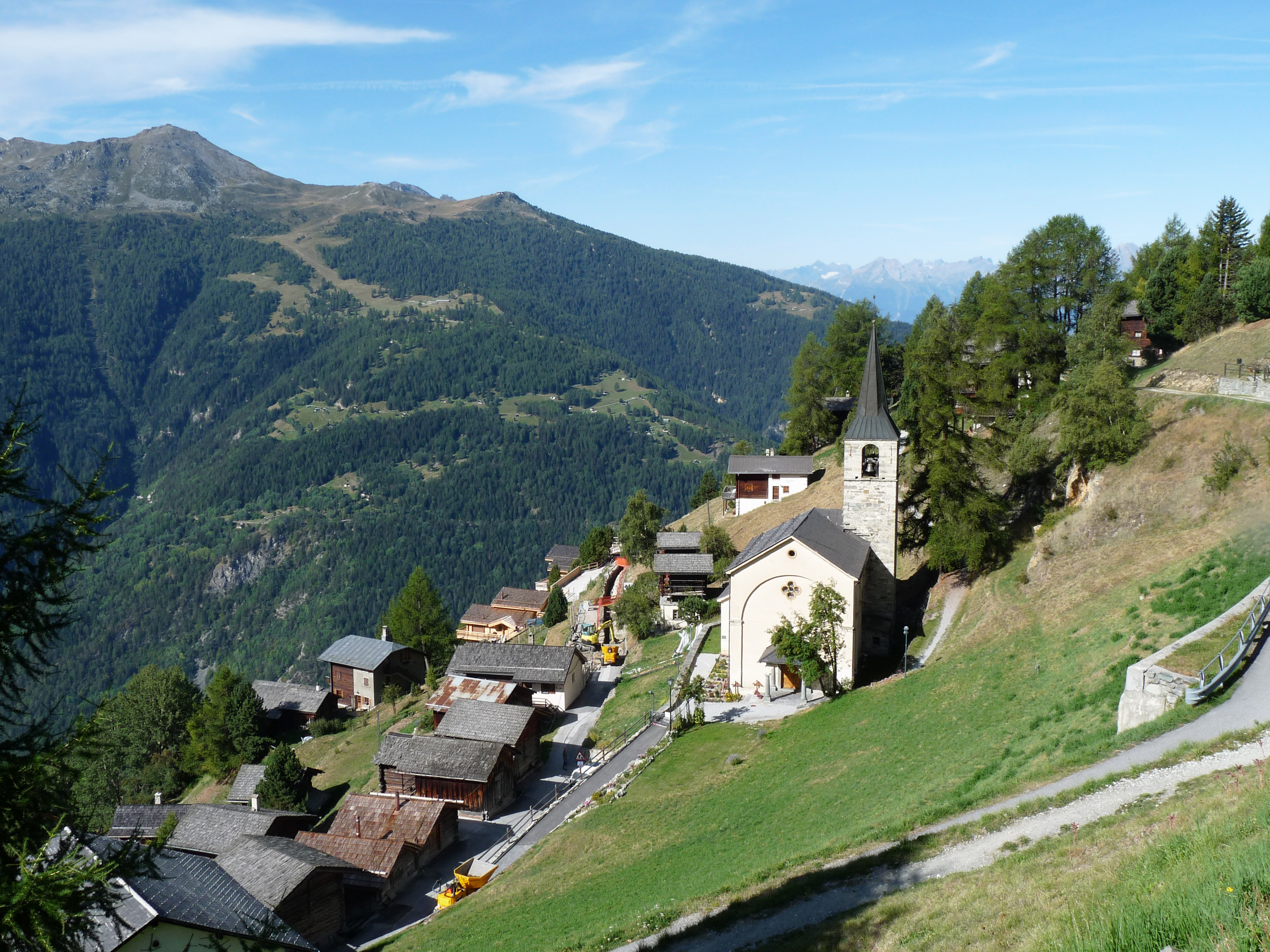
Kirche von Chandolin